# Carpinello
Carpinello è una frazione del comune di Forlì. Con la divisione amministrativa del 2021 che ha riorganizzato i quartieri è stata associata con altre frazioni nel quartiere denominato Carpinello Castellaccio Rotta Bagnolo Durazzano Borgo Sisa. Sorge nella campagna forlivese, a 23 metri s.l.m. lungo la direttiva che conduce a Cervia. Posta a circa 7 km dal centro del capoluogo di provincia, conta una popolazione di circa 2 500 abitanti.
Il quartiere è servito dalle linee 5A, 12 (linee suburbane) S1 (linea scolastica) e 126 (linea extraurbana).  
L'origine del nome non è conosciuta sebbene il toponimo sembra si ricolleghi alla pianta del carpino, diffuso in zona.
Sebbene la zona fosse citata nella Descriptio Romandiole del XIV secolo, la storia della frazione come nucleo abitativo consistente è successiva. Sorta a causa dell'incremento demografico come propaggine della città di Forlì in direzione di Cervia fra la fine del Settecento e l'inizio dell'Ottocento, ha uno sviluppo legato alla pratica delle case in affitto. Con l'Unità d'Italia il centro abitato cresce ancora, acquisendo varie botteghe e servizi, fra cui la scuola (dal 1866) e la caserma dei carabinieri (dal 1861 fino agli anni '70 del Novecento).
Fra Ottocento e Novecento la frazione è molto attiva politicamente: nel 1878 viene fondata l'Associazione Socialista di Carpinello (annessa nel 1900 alla sezione socialista di Forlì), Nel 1900 ci costituisce la società Repubblicana Antonio Fratti, erede di una società mazziniana già presente da fine Ottocento, disciolta per decreto regio nel 1898. Le dispute fra repubblicani e socialisti assumono toni accesi che portano a scontri anche sanguinosi. Nel 1923 viene inaugurato il Fascio con dedica a Francesco Baracca, che poi diventerà sottosezione del Fascio di Forlì. La sede della Casa del Fascio era un edificio in via Cervese 240, rimasto poi a lungo sfitto e da gennaio 2025 inserito in un possibile progetto di riqualifica.

## Monumenti e luoghi d'interesse

### Il platano di Carpinello

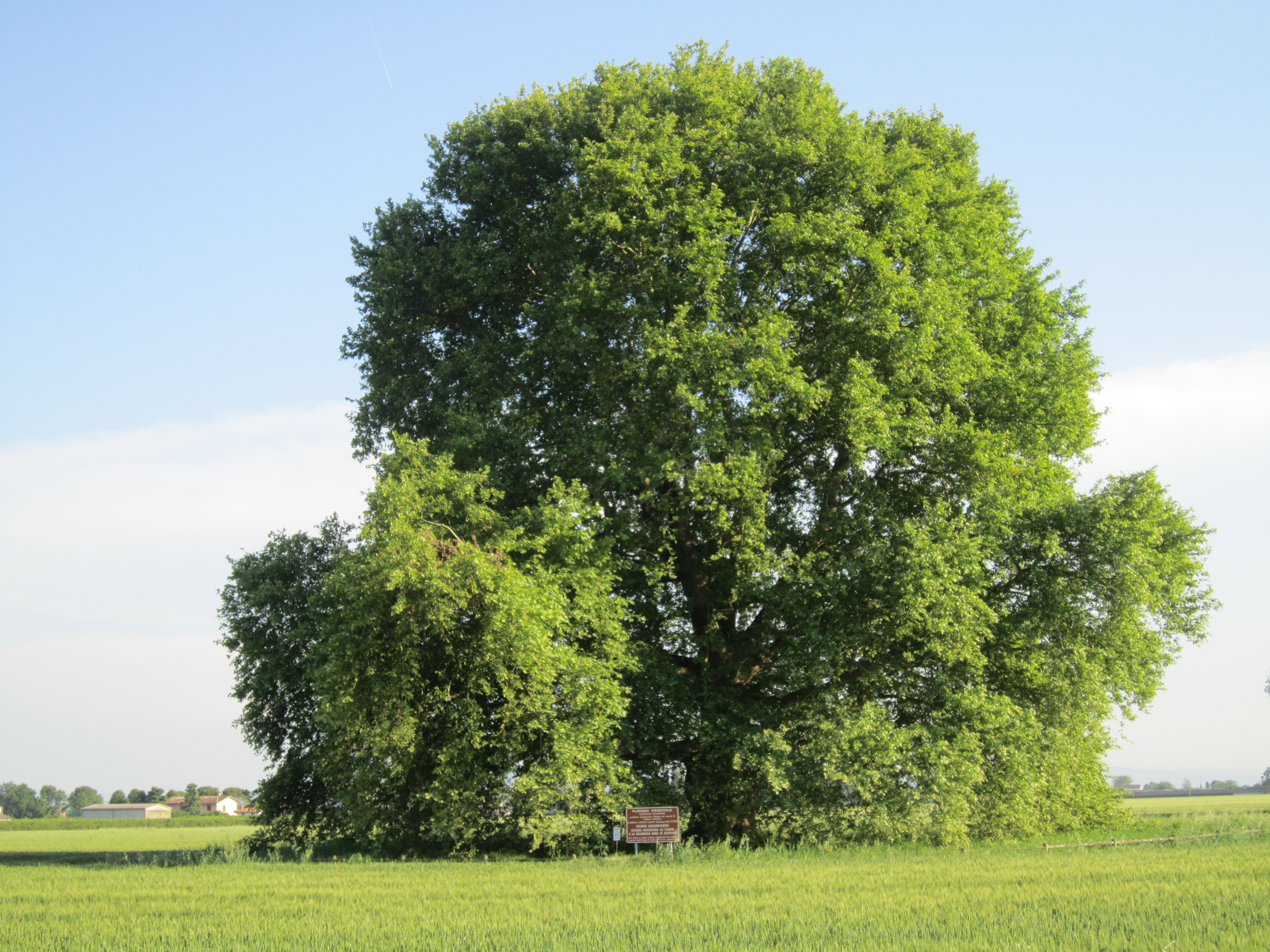
L'antico platano.

Lungo la via Cervese, la strada SP 2, isolato nel mezzo di un campo agricolo, sorge un antico e imponente platano, un Platanus orientalis pluricentenario facente parte dell'elenco degli alberi monumentali d'Italia. Con una età presumibile di circa 250 anni, ha un'altezza di circa 30 metri e il fusto alla base presenta una circonferenza di circa 6 metri.
Il platano faceva parte di un bosco, costituito da cedri e magnolie, appartenente a una delle tenute del casato Orsi Mangelli, famiglia nobile del forlivese. La villa si chiamava Villa Giselda (chiamata anche Villa Maddalena perché precedentemente era appartenuta a Maddalena Matteucci in Guarini) ed era stata costruita nell'Ottocento con le sembianze del mastio di un antico castello. Restano purtroppo solo alcune fotografie d'epoca, perché la villa fu distrutta dal bombardamento alleato del 1944. Nel corso della seconda guerra mondiale e negli anni immediatamente a seguire il bosco fu abbattuto per ottenere legname destinato a soddisfare i bisogni della popolazione. L'unico albero superstite risultò il platano mentre il bosco fu sostituito da un campo destinato a uso agricolo.
Giosuè Carducci apprezzò l'imponente platano in occasione di una visita alla villa e al parco avvenuta a inizio Novecento. 

### Luoghi di culto
A Carpinello esistevano due luoghi di culto, Sant'Egidio Abate e Santa Maria. Nel 1557 le chiese risultano sine cura e sottoposte alla chiesa di Pievequinta, ma nel 1567 le chiese risultano parrocchiali. 
La chiesa di Sant'Egidio, che si trovava nell'angolo fra le vie Capaci e Martorella, viene demolita nel 1629, perché pericolante e i diritti della chiesa passano a quella di Santa Maria, tuttora esistente, che diventa la parrocchiale della frazione.

### Monumento alla sicurezza
Nella Rotatoria del Caseificio si trova l'opera d'arte nota come Monumento alla sicurezza. Ideata dall'artista Mario Magnani, l'opera è un'installazione che prevede la presenza di un Maggiolino Volkswagen giallo posizionato in modo obliquo, come se stesse per atterrare da un breve volo reso sicuro da un paracadute colorato dietro di lui. Sul cofano sono dipinti occhi, naso e bocca, come se fossero parte del "volto" dell'automobile. Dietro essa è collocato un cubo trasparente che contiene rottami. Il significato dell'opera allude alla costruzione della rotatoria, fortemente voluta dalla popolazione per rendere sicuro un tratto di strada in passato scenario di gravi incidenti. L'auto salvata dal paracadute, illustra lo scopo della rotatoria, ovvero evitare gli incidenti, simboleggiati dai rottami. Il monumento è stato inaugurato il 6 luglio 2013, quando, per l'occasione, si è tenuto nella frazione un raduno di Maggiolini.

## Economia e sviluppo urbano
Lo sviluppo urbano del paese, che si può studiare mediante gli archivi parrocchiali, non avviene intorno alla chiesa, perché si forma secondo le modalità delle case in affitto. Il fenomeno prevede che alcune case vengano costruite o adattate per essere date in affitto a nuclei familiari piccoli o in difficoltà (come vedove con figli). Queste case tendono a crescere intorno alla strada Cervese (che comincia a diventare la principale del paese a partire dalla fine del Settecento) e portano con sé il proliferare di attività artigianali mediante cui le famiglie si sostentano. La crescita aumenta con il passaggio dal governo pontificio al Regno d'Italia, quando molti artigiani vengono attirati nel paese e si riscontra una forte crescita demografica.
In tale contesto nasce anche il primo nucleo di quella che sarebbe diventata l'azienda Bartoletti & Figli. Questa realtà economica, che sarà nota a livello nazionale, nasce nel 1921 come sviluppo della piccola officina meccanica di Ermenegildo Bartoletti, fondata nel 1873, dove venivano costruiti carri agricoli e carrozze a cavalli e che poi passerà alla produzione di veicoli a motore.
La zona è comunque tradizionalmente dedita anche all'agricoltura. Il conte Paolo Orsi Mangelli (nato nel 1880) fu sperimentatore e nel suo podere utilizzò fin dai primi del Novecento macchine agricole innovative (una macchina aratrice che affonda fino a 65 centimetri) e impiantò una piantagione intensiva di tabacco realizzando anche un essiccatoio. 
Esisteva anche un caseificio molto produttivo, avviato nel 1913, di cui restano le strutture visibili nella rotatoria che prende il nome di Rotatoria del Caseificio.

## Scuola e istruzione
La prima scuola di Carpinello risale al 1866, anno in cui si contano ventinove iscritti nel diurno e diciotto nel serale. Il maestro comunale viene da Civitella. Si ricordano i nomi di due maestri, Aristide Bacciocchi e Simone Strumia e tre maestre, segnalate nell'anno 1892, Carolina di Antonio e le sorelle Ida e Cesira Benini. L'edificio scolastico probabilmente coincideva con quello dove alloggiavano i maestri in affitto, ovvero uno stabile poi di proprietà Bartoletti, fra via Carradori e via Cervese.
Nel 1923 vengono inaugurate una biblioteca popolare dedicata a Vittorio Locchi e una biblioteca scolastica dedicata a Fulcieri Paulucci de Calboli, mentre nel 1929 viene aperto l'asilo della Casa del Fascio. 
La scuola elementare, intitolata a Renato Locatelli (caduto della Grande Guerra), nel Novecento passò in un edificio su via Cervese, poi riconvertito in abitazioni. Successivamente le scuole vengono trasferite nell'Istituto comprensivo dedicato a Giuseppe Prati (don Pippo).